# Xerochlora inveterascaria
Xerochlora inveterascaria är en fjärilsart som beskrevs av Louis W. Swett 1907. Xerochlora inveterascaria ingår i släktet Xerochlora och familjen mätare. Inga underarter finns listade i Catalogue of Life.

## Bildgalleri

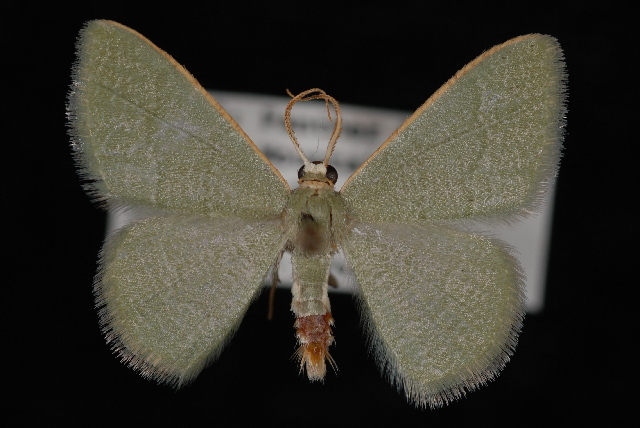